# Maia (Tochter des Atlas)

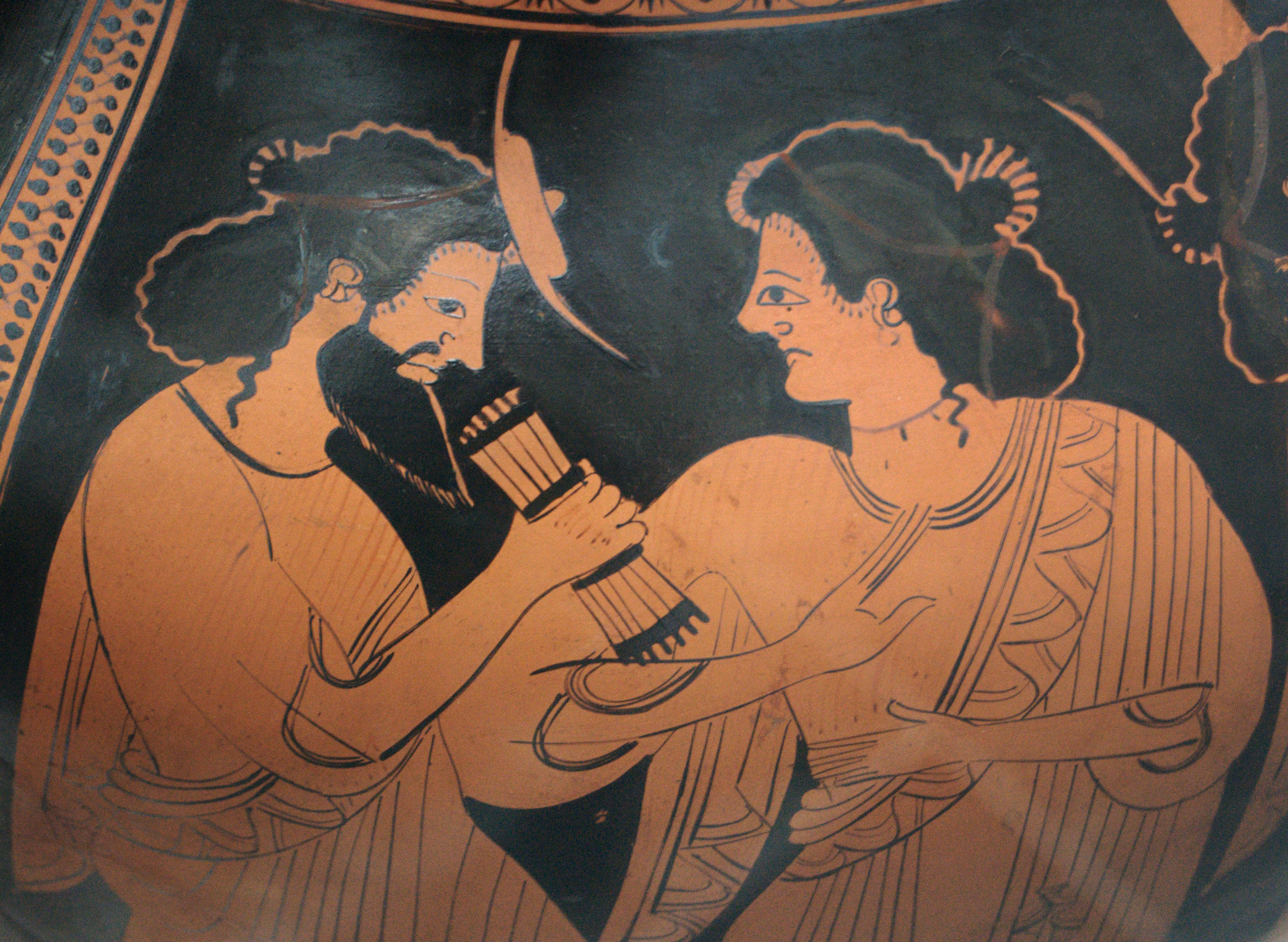
Hermes mit Maia, Detail einer attisch-rotfigurigen Amphora des Nikoxenos-Malers (um 500 v. Chr.)

Maia (altgriechisch Μαῖα Maía, Μαίας Maías oder Μαίη Maíē) ist eine der sieben Plejaden in der griechischen Mythologie.

## Mythos
Maia ist die Tochter des Titanen Atlas und Pleione und wird durch Zeus die Mutter des Hermes, der deshalb auch Maiadeus oder Maias hyios genannt wird. Sie ist die Nymphe des Kyllene-Gebirges, wo sie von Zeus geschwängert wurde. Bei Sophokles hatte Hermes die Nymphe Kyllene zur Amme, als Maia erkrankt war und nach der Bibliotheke des Apollodor ist sie die Pflegemutter des Arkas nach dem Tod seiner Mutter Kallisto. Nach ihrem Tod wurde sie wie die anderen Plejaden unter die Sterne versetzt.
Im griechischen Bereich gibt es keine bildlichen oder schriftlichen Hinweise auf einen Kult der Maia, von Pausanias wird sie zu seinem Besuch des Hermestempels auf dem Berg Kyllene nicht erwähnt.

## Darstellung
Maia wird nur selten dargestellt; sie erscheint meist im Zusammenhang mit Hermes. Zum Beispiel ist sie auf der Françoisvase bei der Hochzeit des Peleus und der Thetis neben ihm auf einem Wagen stehend abgebildet.